# Andrei Rublev (pel·lícula)
Andrei Rubliov (títol original en rus: Андрей Рублёв, Andrei Rubliov) és una pel·lícula d'Andrei Tarkovski de 1966. L'argument està basat en la vida de l'artista rus Andrei Rubliov, que va viure entre 1360 i 1430.
Prenent la Rússia de l'edat mitjana com a teló de rerefons, Andrei Tarkovski recrea una impressionant composició històrica en la qual mostra les precàries condicions de vida de la rural societat, llastrada per l'escassedat d'aliments; les incursions tatars, la convivència de diferents sectes religioses i la seva repressió per part de l'església ortodoxa, que pretén imposar la seva autoritat a l'endarrerida Rússia d'inicis del s. XV. L'artista Andrei Rubliov, en la seva personal recerca de l'essència de l'art i del sentit de la fe, ànsia trobar una resposta a les tragèdies que presideixen la seva època.

## Argument
La pel·lícula comença amb una escena en la qual tenen lloc els preparatius per fer elevar un globus aerostàtic, el qual finalment alça el vol i el seu pilot pot contemplar atònit les vistes que li ofereix l'espectacular perspectiva. El viatge, això no obstant, acaba amb un aterratge forçós.
Danila, Andrei i Ciril peregrinen per Rússia en busca de feina després d'haver abandonat el convent en el qual durant anys havien portat a terme una humil i contemplativa vida de monjo. Al començar a ploure, busquen aixopluc en una casa on els habitants són entretinguts per un joglar que, més tard, uns estrangers s'emporten amb males maneres.
Ciril busca a Teòfanes el Grec, un cèlebre pintor d'icones que ha rebut l'encàrrec de pintar la Catedral de l'Anunciació de Moscou. Teòfanes ofereix inicialment treball a Ciril per ajudar-lo a completar la seva obra d'art, però més tard és a Andrei a qui envia un missatger a cavall per anunciar-li la vacant plaça. Cirill, al comprendre que no treballarà per Teòfanes, és pres d'un atac de gelosia i abandona amb ràbia la comunitat religiosa que l'havia acollit.
Durant un passeig nocturn, Andrei es topa amb una cerimònia pagana i, atònit, es posa a contemplar el ritual abans de ser descobert i fet ostatge, lligat a una creu. Tindrà la fortuna que serà alliberat més tard per una membre de la comunitat pagana, coberta amb només una capa.
Durant mesos, els treballs a la Catedral no avancen i Andrei arriba a la conclusió que li falta la convicció i la força necessàries a tot artista per tirar endavant la seva obra.
La ciutat és de cop víctima d'un atac de tropes tàtars, que saquegen les cases i assassinen els seus habitants. Andrei és capaç d'evitar una violació tot matant a l'agressor tàtar. Aquest crim, això no obstant, fa créixer encara més els seus dubtes interiors i Andrei decideix abandonar la seva vocació d'artista alhora que jura un vot de silenci.
La vida d'Andrei assoleix un punt d'inflexió en ser testimoni de la producció d'una campana. L'encarregat de fondre les campanes s'ha mort i el seu fill Boriska menteix a l'afirmar que conèixer la composició adequada dels metalls que cal per a forjar una bona campana. És només gràcies al seu talent natural i a la seva fe que aconsegueix fer una bona obra i quan a la cerimònia d'inauguració la campana sona perfectament, Boriska irromp a plorar d'alegria. Andrei trenca aleshores el seu vot de silenci i comenta al noi que haurien d'anar junts, l'un fent campanes i l'altre pintant icones.
L'epílog de la pel·lícula mostra diverses icones de l'artista Andrei Rubliov. Mentre que les anteriors escenes s'havien mostrat en blanc i negre, ara la pel·lícula pren color.